# Triaenodes perna
Triaenodes perna là một loài Trichoptera trong họ Leptoceridae. Chúng phân bố ở miền Tân bắc.